# Dorfkirche Bargensdorf

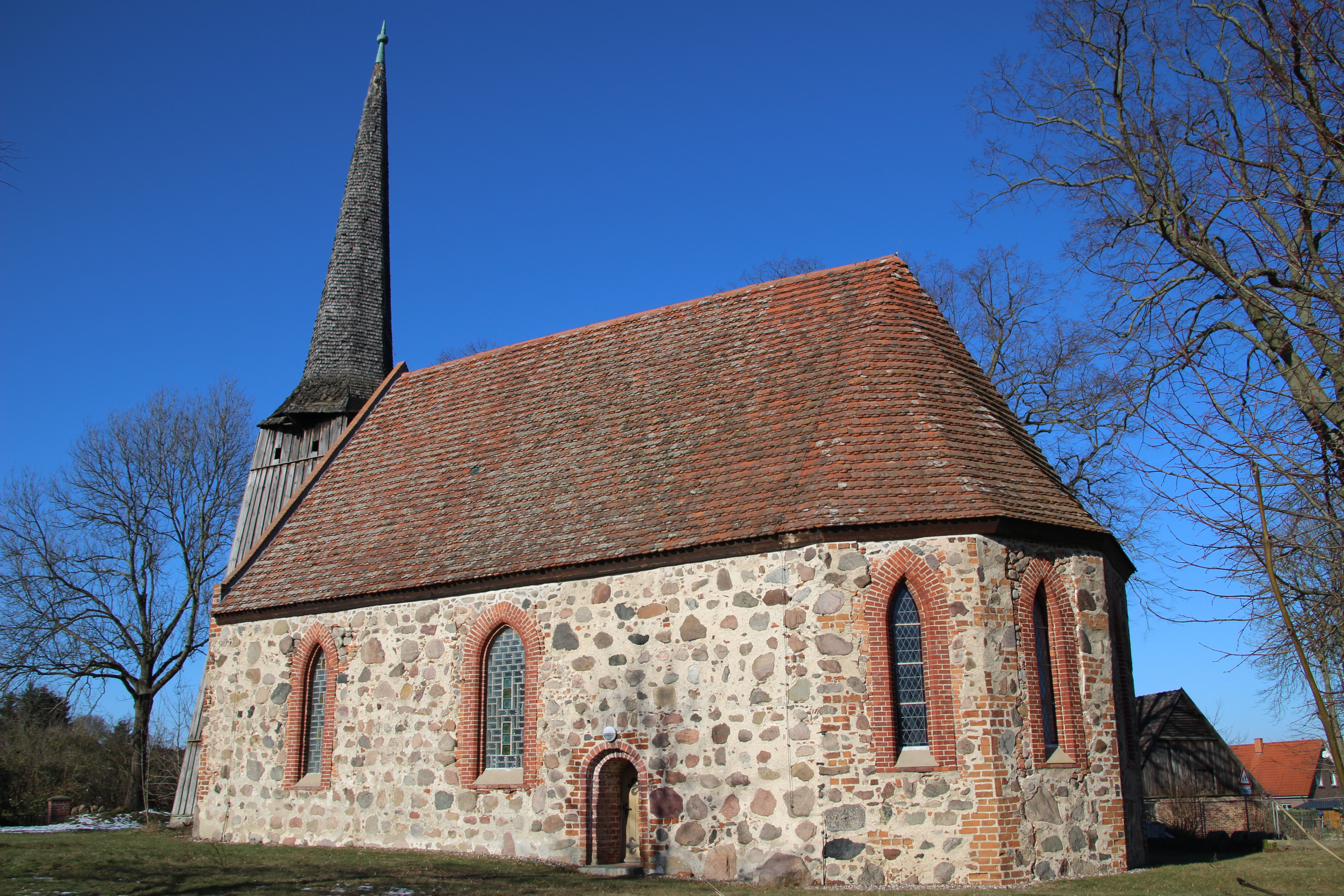
Dorfkirche Bargensdorf

Die Dorfkirche Bargensdorf ist die Kirche von Bargensdorf, einem Stadtteil von Burg Stargard. Sie gehört zur Propstei Neustrelitz des Kirchenkreises Mecklenburg der Evangelisch-Lutherischen Kirche in Norddeutschland (Nordkirche).

## Baubeschreibung
Im Ursprung ist die Kirche ein spätgotischer, turmloser Findlingsbau aus dem Ende des 15. Jahrhunderts mit polygonalem Chor aus fünf unregelmäßigen Seiten. Die Innenabmessungen des Kirchenschiffes betragen 9 Meter × 13,7 Meter. Der Chor ist 3 Meter tief. Das Kirchenschiff ist 8,5 Meter hoch. Die Wände sind ca. 1,2 Meter dick und zum größten Teil aus Feldsteinen erbaut. Von Zeit zu Zeit wurde eine Ausgleichsschicht aus Backsteinbruch oder Bindern eingefügt. An den Chorecken ist eine Quaderung aus Backsteinen gemauert. Auch an den Portalen und Ecken sind Backsteine vermauert worden. An der West- und Südseite befinden sich Portale. An der Nordseite ist eine geradlinig abgedeckte Öffnung erkennbar, die wahrscheinlich eine Priesterpforte oder eine Heiligennische gewesen sein könnte. Diese Öffnung wurde schon im Spätmittelalter wieder geschlossen. Das zu einem großen Teil vom etwa 1780 errichteten hölzernen Glockenturm verdeckte Dreieck des Westgiebels ist mit schmalen Blendarkaden aus Backstein gegliedert. Der Turm verdeckt auch das breite Westportal.
Die ursprünglichen Fenster sind 1894 vergrößert worden, die ursprüngliche Gestaltung der Laibungen dadurch zerstört.
Das Dach ist im Osten polygonal abgewalmt und hat mittelalterliches Gepfärre, das sich schon zu einem Kehlbalkendachstuhl zu entwickeln beginnt.

## Innengestaltung
Das Innere hat eine modern verkleidete, flache Balkendecke und Putz mit den natürlichen Unregelmäßigkeiten des tragenden Mauerwerks. Auf dem Kirchenboden sind Reste einer Renaissance-Kanzel zu erkennen. Vor dem Altar sind fünf Fliesen mit dem Monogramm CVE in Kreuzform verlegt.
Die Orgel auf der Westempore wurde 1907 von dem Orgelbauer Felix Grüneberg errichtet. Das Instrument befindet sich in einem flachen, neugotischen Prospekt im Stile des 19. Jahrhunderts, mit spitzbogenbekrönten Pfeifenfeldern. Das Kegelladen-Instrument hat 5 Register auf einem Manualwerk (Principal 8′, Salicional 8′, Gedact 8′, Oktav 4′) und Pedal (Subbass 16′). Abgesehen von einer Pedalkoppel ist das Manual mit einer Oktavkoppel ausgestattet. Die Trakturen sind pneumatisch.